# Walther Küchling
Walther Magnus Küchling (* 8. Januar 1878 in Dresden; † 23. Januar 1918 in Klotzsche bei Dresden) war ein deutscher Schriftsteller.

## Leben und Wirken
Er war der Sohn des Dresdner Architekten Karl Friedrich Magnus Küchling und dessen Ehefrau Ida Rosalie geborene Pflugbeil. Küchling lebte längere Zeit als Schriftsteller in Meran in Tirol. Erst im Ersten Weltkrieg kehrte er aufgrund des Dolomitenkrieges wieder in seine Geburtsstadt zurück, wo er sich eine Villa im Vorort Klotzsche erwarb und dort weiter schriftstellerisch bis zu seinem Tod tätig war.
Er war verheiratet mit der Engländerin Gladys Winifred geborene Gordon. Aus der gemeinsamen Ehe gingen keine Kinder hervor.

## Werke (Auswahl)
- Der Valentina. Drama in vier Akten. Meran 1910.
- Hans Wentig. (Roman). Hillger, Berlin und Leipzig [1913] (Kürschners Bücherschatz, Nr. 933).
- Der Tor und sein Glück. (Roman) Dresden 1914; Neuauflage Dresden 1924.
- Spionin! (Roman), Enßlin & Laiblin, Reutlingen [1915] (Enßlin's Roman- und Novellenschatz, Bd. 272).
- Irredentisten. Erzählung aus Südtirol. Dresden 1924.